# Thierry Apothéloz
Thierry Apothéloz, né le 31 janvier 1971 à Genève (originaire des Avanchets), est un éducateur social et une personnalité politique suisse, membre du Parti socialiste. 
Il est conseiller d'État du canton de Genève depuis le 1er juin 2018.

## Biographie
Originaire de Lancy, Thierry Apothéloz naît 31 janvier 1971, d'une mère couturière de Lucerne et d'un père peintre en bâtiment de Genève. Il a une sœur cadette. Après ses premières années d'enfance à Carouge puis à Gland de 1976 à 1978, il vit seize ans aux Avanchets.
Il suit des études de commerce, puis s'engage dans un foyer pour adolescents au Locle, où il vit de 1994 à 1999 et suit sa formation d’éducateur. Il revient ensuite habiter à Genève, au Lignon, pour étudier à la Faculté de droit de l'Université de Genève, où il obtient un bachelor.
En 2013, au détour d'une phrase dans son blog puis au cours d'un entretien avec le magazine 360°, il fait publiquement part de son homosexualité. Il est en couple,,,,,.

### Démocratie participative et médiateurs sociaux
Au niveau local, il préside la Maison des jeunes « L'Éclipse » aux Avanchets entre 1991 et 2002. Entre 1997 et 2003, il est vice-président de l'association Vernier-sur-Rock. Il s'est beaucoup investi dans les milieux associatifs en militant en faveur des processus de démocratie participative. Il a pu ainsi réaliser le concept de « contrat de quartier » pour le développement, la finalisation et la mise en œuvre de projets d'utilité collective par les habitants. 
En 2011, il lance des médiateurs sociaux, appelés « correspondants de nuit », aux Avanchets et à Châtelaine-Balexert, puis dès 2014 au Lignon, aux Libellules et à Gordon-Benett. 

### Politique communale
Il exerce son premier mandat politique à l'âge de 26 ans, au Conseil général du Locle. De retour à Genève, il est conseiller municipal à Vernier dès 2000. Il est également élu député au Grand Conseil du canton de Genève de 2001 à 2003. 
En 2003, il rejoint le Conseil administratif de Vernier et en est le maire à six reprises entre 2003 et 2015. Il y est chargé de la cohésion sociale, de l'emploi, de la petite enfance, de la police, des pompiers et de la protection de la population, des espaces verts, de la voirie et des cimetières, de la récupération et des équipements.
Il est président de l'Association des communes genevoises et de l'Œuvre suisse d'entraide ouvrière.

### Conseiller d'État genevois
Le 13 mai 2017, il est désigné candidat du parti socialiste aux élections gouvernementale genevoises du printemps 2018 aux côtés de Sandrine Salerno et Anne Emery-Torracinta (candidate sortante).
À l'issue des deux tours des élections cantonales, il accède au Conseil d'État en terminant en 7e position, juste derrière Anne Emery-Torracinta et avec plus de 10 000 voix d'avance sur le sortant Luc Barthassat, qui est donc évincé,. Il prend la charge d'un nouveau département consacré au social, intégrant également des aspects liés à la culture et au sport.